# Карпники
Карпники (пол. Karpniki) — село в Польщі, у гміні Мислаковиці Єленьоґурського повіту Нижньосілезького воєводства.
Населення — 742 особи (2011).
У 1975-1998 роках село належало до Єленьоґурського воєводства.

## Демографія
Демографічна структура станом на 31 березня 2011 року:
|          | Загалом | Допрацездатний вік | Працездатний вік | Постпрацездатний вік |
| -------- | ------- | ------------------ | ---------------- | -------------------- |
| Чоловіки | 364     | 72                 | 262              | 30                   |
| Жінки    | 378     | 64                 | 224              | 90                   |
| Разом    | 742     | 136                | 486              | 120                  |